# Spirogyra (hudební skupina)
Spirogyra byla britská folková/progressive rocková hudební skupina, která působila v letech 1971 až 1973 a pak v letech 2009 a 2011.

## Historie
Martin Cockerham (zpěv/kytara) a Mark Francis původně založili skupinu Spirogyra v Boltonu, Lancashire v létě roku 1967 jako duo.
Když Martin přišel v prosinci 1969 na Universitu v Canterbury, rozšířili skupinu další studenti Barbara Gaskin (zpěv), Steve Borrill (baskytara) a Julian Cusack (housle). Brzy je kontaktoval Max Hole, který se jim nabídl jako manager a zařídil jim nahrávací smlouvu s B&C Records. Jejich debutové album St. Radigunds, bylo pojmenováno podle ulice ve které studenti bydleli. Tím se v undergroundových klubech stali kultovní záležitostí a dobře prodávanou skupinou. V roce 1972 následovalo album Old Boot Wine, které vyšlo na značce Peg Records a vykazovalo tvrději vyhraněný zvuk, než předešlý akustická debut. Po vydání Old Boot Wine, se skupina zredukovala zpět na romanticky orientované duo ve kterém účinkovali Cockerham a Gaskin. Jejich poslední album, Bells, Boots and Shambles, vyšlo na značce Polydor v dubnu 1973 a špatně se prodávalo.

## Discografie

### Alba
- St. Radigunds - 1971
- Old Boot Wine - 1972
- Bells, Boots and Shambles - 1973
- Burn the Bridges - 1969-72
- Children's Earth - 2009
- Spirogyra 5 - 2011

### Kompilace
- We Were a Happy Crew - 1999
- A Canterbury Tale - 2006
- Spirogyra Box Set Si Wan Records